# Malyovitsa Crag
Der Malyovitsa Crag (englisch; bulgarisch Мальовица камък Maljowiza kamak) ist ein etwa 290 m hoher und felsiger Berg auf der Livingston-Insel im Archipel der Südlichen Shetlandinseln. Im östlichen Ausläufer des Delchev Ridge in den Tangra Mountains ragt er 0,5 km westsüdwestlich des Bansko Peak und 0,25 km nordnordöstlich des Karlovo Peak auf.
Bulgarische Wissenschaftler kartierten ihn zwischen 2004 und 2005. Die bulgarische Kommission für Antarktische Geographische Namen benannte ihn 2005 nach dem Berg Maljowiza im Rilagebirge im Südwesten Bulgariens.